# Alla regina
Alla regina (To the Queen o To The Queen by the players) è una breve poesia attribuita a William Shakespeare. È stata inclusa nel 2007 da Jonathan Bate nella sua opera omnia di Shakespeare per la Royal Shakespeare Company.
Si pensa che la poesia, scritta sul retro di una busta da lettere, sia stata scritta come epilogo per una rappresentazione di Come vi piace data a corte nel febbraio del 1599. Gli studiosi statunitensi William Ringler e Steven May scoprirono la poesia nel 1972 in un taccuino di un uomo chiamato Henry Stanford, che è conosciuto per aver lavorato nella casa del Lord Ciambellano.
La poesia è formata da diciotto versi, ed è la seguente:
The same hours it had before,

Still beginning in the ending,

Circular account still lending,

So, most mighty Queen we pray,

Like the dial day by day

You may lead the seasons on,

Making new when old are gone,

That the babe which now is young

And hath yet no use of tongue

Many a Shrovetide here may bow

To that empress I do now,

That the children of these lords,

Sitting at your council boards,

May be grave and aged seen

Of her that was their fathers' queen.

Once I wish this wish again,

Heaven subscribe it with "Amen".»